# 100 p.n.e.
| [ Edytuj tabelę ] |                                                                                        |
| Król Armenii      | - 115 p.n.e. Tigranes I 95 p.n.e.                                                      |
| Król Bosporu      | - 107 p.n.e. Mitrydates Eupator 70 p.n.e.                                              |
| Król Bitynii      | - 127 p.n.e. Nikomedes III 94 p.n.e.                                                   |
| Cesarz Chin       | - 141 p.n.e. Han Wudi 87 p.n.e.                                                        |
| Król Cyreny       | - 116 p.n.e. Apion 96 p.n.e.                                                           |
| Władca Egiptu     | - 110 p.n.e. Ptolemeusz X 88 p.n.e.                                                    |
| Król Judei        | - 103 p.n.e. Aleksander Jannaj 76 p.n.e.                                               |
| Król Kapadocji    | - 101 p.n.e. Ariarates VIII 97 p.n.e.                                                  |
| Król Kommageny    | - 130 p.n.e. Samos 100 p.n.e. - 100 p.n.e. Mitrydates Kalinnikos 70 p.n.e.             |
| Król Nabatei      | - 110 p.n.e. Aretas II 96 p.n.e.                                                       |
| Król Numidii      | - 106 p.n.e. Gauda 88 p.n.e.                                                           |
| Król Partów       | - 124 p.n.e. Mitrydates II 87 p.n.e.                                                   |
| Król Pontu        | - 120 p.n.e. Mitrydates VI Eupator 63 p.n.e.                                           |
| Władca Seleucydów | - 126 p.n.e. Antioch VIII Grypos 96 p.n.e. - 114 p.n.e. Antioch IX Kyzikenos 95 p.n.e. |

Rok 100 p.n.e.
stulecia: II wiek p.n.e. ~
I wiek p.n.e. ~
I wiek

lata: 110 p.n.e. «
104 p.n.e. «
103 p.n.e. «
102 p.n.e. «
101 p.n.e. «
100 p.n.e. »
99 p.n.e. »
98 p.n.e. »
97 p.n.e. »
96 p.n.e. »
90 p.n.e.

## Wydarzenia
- Europa
  - Gajusz Mariusz zakończył reformę armii rzymskiej.
  - Gajusz Mariusz został po raz szósty konsulem.
  - trybun ludowy Lucius Appuleius Saturninus wprowadził ustawy agrarne.
  - zamieszki w Rzymie i stłumienie ich przez Mariusza.
  - Apollonios i Tauriskos wyrzeźbili kompozycję Byk Farnezyjski (data sporna lub przybliżona).
  - Posejdonios z Apamei rozpoczął działalność jako filozof stoicki (data sporna lub przybliżona).
  - obszar dzisiejszych Czech podbiło plemię Markomanów, które skutecznie przeciwstawiało się wojskom rzymskim (data sporna lub przybliżona).

## Urodzili się
- 12 lipca – Juliusz Cezar, wódz rzymski (zm. 44 p.n.e.)